# Action 52
 (juin 2020).
Si vous disposez d'ouvrages ou d'articles de référence ou si vous connaissez des sites web de qualité traitant du thème abordé ici, merci de compléter l'article en donnant les références utiles à sa vérifiabilité et en les liant à la section « Notes et références ».
Action 52 est un jeu vidéo de type party game sorti en 1991 sur NES et 1993 sur Mega Drive uniquement en Amérique du Nord. Une version SNES était prévue mais annulée. Le jeu a été développé par FarSight Studios (Mega Drive) et Active Enterprises (Nintendo Entertainment System) et édité par Active Enterprises. Au Japon, ce jeu est appelé Cheetahmen (チーターマン, Chītāman). Le jeu a été créé par Vince Perry, qui a eu l'idée du jeu en voyant son fils jouer à une multicartouche illégale taïwanaise composée de 40 jeux.

## Système de jeu
La plupart des mini-jeux consistent à éliminer, par l'utilisation de la touche A de la manette NES, des ennemis de toutes sortes tels que les dentiers mécaniques de Non Human, les colombes de Ninja Assault ou les armoires sur pattes de French Baker.
La touche A permet de tirer des projectiles ou de frapper les ennemis. Tout dépend du type de mini-jeu.
Dans les mini-jeux de plateforme, la touche B permet de sauter.
Les directions sont gérées par la croix directionnelle.
Cependant, le gameplay concret rend le jeu difficile à prendre en main.
En effet, les sauts se font tous en vertical et la direction doit être gérée après le saut, rendant certains jeux presque injouables.

## Jeux
Action 52 contient 52 jeux différents qui sont principalement des jeux de plate-forme ou de tir.

### NES
1. Fire Breathers
2. Star Evil
3. Illuminator
4. G-Force Fighters
5. Ooze
6. Silver Sword
7. Critical Bypass
8. Jupiter Scope
9. Alfredo and the Fettucinis
10. Operation Full-Moon
11. Dam Busters
12. Thrusters
13. Haunted Halls of Wentworth
14. Chill Out
15. Sharks
16. Megalonia
17. French Baker
18. Atmos Quake
19. Meong
20. Space Dreams
21. Streemerz
22. Spread-Fire
23. Bubblegum Rosie
24. Micro-Mike
25. Underground
26. Rocket Jockey
27. Non-Human
28. Crybaby
29. Slashers
30. Crazy Shuffle
31. Fuzz Power
32. Shooting Gallery
33. Lollipops
34. Evil Empire
35. Sombreros
36. Storm Over the Desert
37. Mash-Man
38. They Came From Outer Space
39. Lazer League
40. Billy-Bob
41. City of Doom
42. Bits and Pieces
43. Beeps and Blips
44. Manchester Beat
45. The Boss
46. Dedant
47. Hambo's Adventures
48. Time Warp Tickers
49. Jigsaw
50. Ninja Assault
51. Robbie and the Robots
52. Action Gamemaster Starring The Cheetahmen

### Mega Drive
1. Go Bonkers!
2. Darksyne
3. Dyno Tennis
4. Ooze
5. Star Ball
6. Sidewinder
7. Daytona
8. 15 Puzzle
9. Sketch
10. Star Duel
11. Haunted Hill
12. Alfredo
13. Cheetahmen
14. Skirmish
15. Depth Charge
16. Mind's Eye
17. Alien Attack
18. Billy Bob
19. Sharks
20. Knockout
21. Intruder
22. Echo
23. Freeway
24. Mousetrap
25. Ninja
26. Slalom
27. Dauntless
28. Force One
29. Spidey
30. Appleseed
31. Skater
32. Sunday Drive
33. Star Evil
34. Air Command
35. Shootout
36. Bombs Away
37. Speed Boat
38. Dead Ant
39. G Fighter
40. Man at Arms
41. Norman
42. Armor Battle
43. Magic Bean
44. Apache
45. Paratrooper
46. Sky Avenger
47. Sharpshooter
48. Meteor
49. Black Hole
50. The Boss
51. 1st Video Game
52. Challenge

## Version Mega Drive
Une version Mega Drive d'Action 52 sortit en 1993, toujours éditée par Active Enterprises mais développée par FarSight Studios. La version Mega Drive contient essentiellement les mêmes jeux que la version NES, certains sont les mêmes et d'autres sont complètement différents, par exemple, Haunted Hill sur Mega Drive est totalement différent de sa version NES. Dans le menu de sélection de jeu, chaque jeu a un code de couleur représentant sa difficulté, le code vert représente la difficulté débutant, le code violet représente la difficulté intermédiaire et le code bleu représente la difficulté expert.

## The Cheetahmen II
Une suite du jeu The Cheetahmen d'Action 52 fut annoncée. Presque achevé, le jeu ne fut jamais publié officiellement. Néanmoins, en 1996, 1 500 copies du jeu furent retrouvées dans un entrepôt. Toutes les cartouches de jeu étaient des cartouches NES d'Action 52 recyclées avec un autocollant couleur or à l'endos où il était écrit Cheetahmen II. Aujourd'hui, ces prototypes sont très rares et très difficiles à trouver, une cartouche valant en moyenne plus de 1 000 $. Le jeu est difficilement jouable car il est rempli de bugs et de problèmes de gameplay de par son inachèvement. De plus, le jeu est impossible à finir, le joueur se retrouvant bloqué après avoir battu le dernier boss. Pour toutes ces raisons, le jeu est souvent cité comme le plus mauvais jeu vidéo jamais sorti.

## Accueil
Le version NES du jeu a reçu beaucoup de critiques extrêmement négatives :
- Prix prohibitif : à l'époque de sa commercialisation, le jeu coûtait 199 $, soit le prix d'une console NES[3].
- Certains jeux sont instables et souffrent de bugs graphiques, voire font planter la console au lancement ou dans d'autres cas[4].
- Manque de variété : la majorité des jeux sont des jeux de tir spatial[5].
- Nombreux problèmes de gameplay : jeux très difficiles, voire impossibles à prendre en main, jeux où le joueur ne peut pas mourir, jeux où le joueur meurt sans se faire toucher, jeux où le joueur peut mourir de façon imprévisible, etc.
- La cartouche possède en outre un défaut de fabrication qui lui fait atteindre une température excessive après quelques minutes de jeu.

Ces dysfonctionnements peuvent s'expliquer par l'inexpérience de Vince Perri dans le domaine du jeu vidéo, qui avait engagé des développeurs non-professionnels et imposé une période de développement de trois mois, ce qui était beaucoup trop court et n'a pas permis de tests suffisants.
Selon des dossiers de l'entreprise, 13 722 cartouches du jeu étaient commandés au total, avec 2 875 qui furent jamais produits. Il y a eu une question à propos de 4 000 d'entre eux qui auraient pu servir de support à une commande fictive pour une vente au Mexique qui ne semble pas avoir eu lieu en réalité. Seulement 6 900 exemplaires du jeu seraient alors distribués. Ces dossiers montrent également qu'il y avait 3 813 cartouches en stock peu avant la fermeture de l'entreprise, qui n'ont jamais été compatbilisées.